# Bazooka Joe
Pour les articles homonymes, voir Bazooka (homonymie).
Bazooka Joe est un groupe de pub rock britannique, originaire de Londres, en Angleterre. Il est formé par John Ellis et Danny Kleinman en 1970. Stuart Goddard, le futur Adam Ant les rejoint plus tard.

## Biographie
John Ellis rencontrera le succès avec The Vibrators, et Stuart Goddard avec Adam and the Ants. Bazooka Joe est surtout connu pour son concert du 6 novembre 1975 dont la première partie était la première prestation des Sex Pistols au Central Saint Martins College of Art and Design. Ant raconte par la suite pourquoi i la quitté le groupe ; il était le seul à avoir apprécié de jouer avec le Pistols.
Le groupe se compose de Danny Kleinman, Chris Duffy, Bill Smith, Robin Chapekar, et Mark Tanner. Il se composait aussi de Dan Barson. Son frère (Mike Barson) se popularise en devenant claviériste de Madness. Pat Collier est également dans le groupe Goddard. Il se joindra à Ellis au sein de The Vibrators et devient ensuite producteur pour The Wonder Stuff et Katrina and the Waves. Le groupe se sépare en 1977.
Madness reprendra la chanson Rockin' in A♭ de Bazooka Joe sur leur premier album, One Step Beyond....